# Austrolimnophila agma
Austrolimnophila agma är en tvåvingeart som beskrevs av Alexander 1972. Austrolimnophila agma ingår i släktet Austrolimnophila och familjen småharkrankar.
Artens utbredningsområde är Tanzania. Inga underarter finns listade i Catalogue of Life.